# Carte in tavola
Carte in tavola (titolo originale Cards On The Table) è un romanzo giallo della scrittrice inglese Agatha Christie, pubblicato per la prima volta nel 1936. Il protagonista di questo romanzo è il celebre investigatore Hercule Poirot.

## Trama
Il romanzo si apre con il mefistofelico signor Shaitana che invita Hercule Poirot a cena, promettendogli di mostrargli la sua collezione di criminali che hanno commesso un assassinio e non sono mai stati scoperti.
Accettato l’invito, il detective si reca dunque a casa di Shaitana, dove scopre che gli altri ospiti sono il sovrintendente Battle di Scotland Yard, la scrittrice di romanzi polizieschi Ariadne Oliver, il colonnello Race, appartenente ai servizi segreti, il dottor Roberts, il maggiore Despard, la signora Lorrimer e la giovane Anne Meredith. Ai quattro presunti criminali Shaitana ha apparentemente abbinato quattro investigatori (Poirot, Battle, Race e la Oliver).
Durante la cena Shaitana fa cadere la discussione sui veleni letali che non lasciano tracce.
Successivamente, gli ospiti decidono di dedicarsi al bridge e pertanto si dividono in due gruppi che vanno a giocare in due stanze separate. Un gruppo è composto da Poirot, Battle, Race e la signora Oliver, l’altro da Roberts, Despard, Anne Meredith e la signora Lorrimer. Shaitana, rimasto fuori dai giochi, si siede presso il caminetto nella stanza dove gioca il secondo gruppo.
Venuto il momento di congedarsi, gli invitati scoprono che il loro anfitrione è stato ucciso, colpito con un pugnale prelevato dalla sua stessa collezione.
Il sovrintendente Battle avvia immediatamente le indagini che vedono come sospettati i quattro ospiti che avevano giocato a bridge nella stanza in cui si trovava anche Shaitana.
Anche Poirot, la signora Oliver e Race, tuttavia decidono di collaborare, conducendo indagini parallele.
Durante i suoi interrogatori, Poirot chiede a tutti i sospettati di descrivere l’arredamento della stanza in cui è stato compiuto il delitto e di provare a ricordare gli sviluppi della partita, aiutandosi con i cartoncini segnapunti.
Ne emerge che la signora Lorrimer ricorda molto bene le varie mani del gioco, ma non è in grado di ricordare con precisione gli oggetti contenuti nella stanza e che il dottor Roberts, al contrario, dimostra una grande capacità di cogliere i particolari dell’arredamento, ma fatica a ricordare l’andamento del bridge. Despard, invece, menziona solo le suppellettili che hanno attratto la sua attenzione e la signorina Meredith, infine, quelli più preziosi.
Le indagini congiunte portano anche a scoprire alcuni presunti crimini commessi dagli indiziati.
In passato, infatti, un certo signor Craddock aveva accusato Roberts di essere l’amante della moglie. Il medico, dunque, per metterlo a tacere, aveva provocato la sua morte, sostituendo il suo rasoio con uno infetto. In seguito, aveva eliminato anche la presunta amante con l’iniezione di un veleno al posto di un vaccino per il tifo.
Anne Meredith, invece, rivelatasi una cleptomane, sembra colpevole di aver avvelenato la sua ultima datrice di lavoro, la signora Benson, facendo passare però l’assassinio per un incidente.
Despard, infine, in un primo momento viene sospettato di aver sparato al botanico Luxmore durante una spedizione in Amazzonia, ma successivamente, il maggiore riesce a dimostrare che il crimine di cui è imputato avvenne per una sfortunata fatalità e che pertanto è innocente.
Mentre le indagini proseguono, Poirot viene invitato a casa della signora Lorrimer, la quale confessa di essere stata lei a uccidere Shaitana, in quanto durante la cena, con la conversazione sui veleni, egli le aveva fatto comprendere indirettamente che sapeva del fatto che lei avesse avvelenato suo marito.
Inizialmente il detective le crede, ma, non del tutto convinto, riesce poi a far ritrattare la donna, che così rivela di aver visto la signorina Meredith commettere l’omicidio durante la partita e di essersi autoaccusata per poter proteggere la ragazza.
Il giorno successivo, Poirot riceve una telefonata da Battle, che lo informa che la signora Lorrimer si è suicidata ingerendo dei sonniferi e che ha inviato delle lettere agli altri tre sospettati, informandoli di essere lei la colpevole e del suo desiderio di togliersi la vita. Il sovrintendente racconta anche che il dottor Roberts, ricevuta la lettera, si era precipitato subito a casa della signora e lì aveva tentato di rianimarla, ma invano.
Poirot si reca dunque sul posto, dove, tuttavia, si accorge che alcune cose non quadrano, prima fra tutte il fatto che la Lorrimer non avrebbe potuto inviare le lettere la sera precedente e che Anne Meredith le aveva fatto visita.
Immediatamente, Battle e Poirot decidono di recarsi a casa della Meredith.
Quando i due arrivano trovano la ragazza e la sua amica Rhoda Dawes cadute nell’acqua del vicino fiume. Le due stanno per affogare, ma, nello stesso momento, sopraggiunge il maggiore Despard, che tuffatosi, porta in salvo Rhoda. Battle cerca di salvare anche Anne, ma la ragazza scompare in fondo al lago e quasi sicuramente è morta.
Successivamente, Poirot e Battle rivelano così a Rhoda e Despard che avevano intuito che la Meredith aveva intenzione di uccidere Rhoda, in quanto persona in grado di rivelare il suo legame con la morte della signora Benson.
Il caso sembra dunque risolto e Poirot fa riunire i vari protagonisti della vicenda.
Durante la riunione, tuttavia, a sorpresa, il detective rivela che l’assassino di Shaitana e della signora Lorrimer non è in realtà Anne Meredith come credeva la signora Lorrimer, ma il dottor Roberts.
Il medico, dunque, tenta subito di controbattere, ma infine cede dopo che Poirot fa entrare come testimone a sorpresa un lavavetri che dichiara di averlo visto uccidere la signora Lorrimer.
Successivamente, Poirot passa finalmente a spiegare la soluzione del caso:
il dottore a cena si era accorto che Shaitana sapeva dei suoi delitti impuniti e aveva quindi deciso di assassinarlo. Durante la partita a bridge, nel turno in cui toccava a lui fare il morto, Roberts aveva fatto una dichiarazione molto alta, per far sì che i presenti si concentrassero esclusivamente sul gioco e non facessero caso a lui che nel frattempo compieva il delitto usando un pugnale conservato nella stanza stessa (di cui aveva notato la presenza sia per la sua posizione al tavolo da gioco che per la sua propensione a notare i dettagli, come dimostrato dall’interrogatorio).
Nel corso della partita, Anne Meredith, durante il suo turno da morto, si era accorta che Shaitana era stato ucciso, ma aveva preferito tacere per paura di essere incolpata. Vedendo la ragazza china sulla poltrona dell’ospite, la Lorrimer aveva così creduto erroneamente che fosse lei la colpevole.
Successivamente, Roberts, per trovare un capro espiatorio, aveva deciso di eliminare la signora Lorrimer. Dopo aver inviato le false lettere di confessione, si era precipitato a casa della donna per salvarla e prestarle delle cure. In realtà si era trattato semplicemente di un pretesto per entrare in camera sua e ucciderla nel sonno, iniettandole del veleno.
Rhoda e Despard notano dunque che il caso è stato risolto in assenza in prove concrete e grazie alla testimonianza del lavavetri. L’investigatore, tuttavia, compiacendosi per aver dedotto tutto solamente basandosi sulla psicologia degli indagati e su considerazioni non supportate da prove tangibili, rivela infine che in realtà la testimonianza è stata un bluff. Il lavavetri, infatti, non era altro che un attore ingaggiato per far crollare Roberts.

### Aspetti della trama
Nella trama del romanzo si riflette quella visione del delitto perfetto che Poirot aveva descritto al colonnello Hastings in La serie infernale.

## Personaggi
- Hercule Poirot, celebre investigatore
- Battle, sovrintendente di Scotland Yard
- Ariadne Oliver, scrittrice di libri gialli
- Shaitana, enigmatico anfitrione
- Colonnello Race, del Servizio Segreto
- Dottor Roberts, medico
- Signora Lorrimer, distinta sessantenne
- Maggiore Despard, esploratore
- Anne Meredith, giovane donna
- Rhoda Dawes, amica di Anne

Caratterizzazioni dei personaggi e riferimenti ad altri romanzi
- Già protagonista di uno dei racconti della raccolta Parker Pyne indaga, fece il suo esordio in questo romanzo il personaggio di Ariadne Oliver, famosa scrittrice di libri gialli. Il personaggio comparve frequentemente in altri romanzi. È opinione comune che la Oliver fosse una trasposizione letteraria della stessa autrice, la quale ebbe in questo modo un espediente per intervenire con commenti e opinioni in modo pesante, addirittura "criticando" l'investigatore da lei creato.
- Oltre alla Oliver, furono inseriti nel romanzo altri personaggi destinati a rivivere in alcuni romanzi successivi: il sovrintendente Battle di Scotland Yard ricomparve, ad esempio, ne Il segreto di Chimneys, in Verso l'ora zero e in I sette quadranti; il Maggiore Despard e Rhoda Dawes in Un cavallo per la strega; il Colonnello Race in Poirot sul Nilo e in Giorno dei morti.
- Tra le pagine di questo romanzo la Christie inserì anche un riferimento a Assassinio sull'Orient Express; Poirot mostra infatti a Rhoda Dawes l'arma di quel delitto, un pugnale.

## Film tratti dal romanzo
- Carte in tavola (2005),[1] diretto da Sarah Harding con David Suchet, Zoë Wanamaker, Alexander Siddig, Robert Pugh, Philip Bowen, Cordelia Bugeja, Zigi Ellison, Alex Jennings e Lucy Liemann.

## Edizioni italiane
- Carte in tavola, traduzione di Tito N. Sarego, Collana I Libri Gialli n.191, Milano, Mondadori, 1938. - I Capolavori dei Gialli Mondadori n.214, gennaio 1963;
- Carte in tavola, traduzione di Grazia Maria Griffini, Collana I Classici del Giallo Mondadori n., Milano, Mondadori, luglio 1983. - Collana Oscar n.1904 (Oscar Gialli n.151), Mondadori, 1986; I Classici del Giallo Mondadori n.1127, agosto 2006; Collana Oscar Moderni, Mondadori, 2020, ISBN 978-88-047-0319-8.